# Narodowy Instytut Zdrowia Publicznego PZH – Państwowy Instytut Badawczy
Narodowy Instytut Zdrowia Publicznego PZH – Państwowy Instytut Badawczy (w latach 2007-2021 Narodowy Instytut Zdrowia Publicznego - Państwowy Zakład Higieny, NIZP-PZH; do 2007 r. Państwowy Zakład Higieny, PZH) – państwowy instytut badawczy zajmujący się zagadnieniami higieny, epidemiologii, bakteriologii, immunologii, parazytologii. Prowadzi zarówno prace naukowe, jak i usługowo-badawcze.
Instytut ma siedzibę w Warszawie, przy ul. Chocimskiej 24.

## Opis
Instytut został założony w 1918 roku jako Państwowy Centralny Zakład Epidemiologiczny. Został przemianowany 7 września 1923 roku przez Radę Ministrów na Państwowy Zakład Higieny.
W maju 1959 roku w instytucie zakończył się montaż pierwszej polskiej bomby kobaltowej.
Instytut ma uprawnienia do nadawania stopni naukowych w dziedzinie nauk medycznych.

## Dyrektorzy
Dyrektorzy PZH:
- Ludwik Rajchman (1919–1931)
- Gustaw Szulc (1932–1940)
- Ernst Nauck (dyrektor komisaryczny, 1939–1940)
- Robert Kudicke[6] (1940–1944)
- Feliks Przesmycki (1945–1963)
- Włodzimierz Kuryłowicz (1964–1980)
- Wiesław Magdzik (1980–1990)
- Tadeusz Hubert Dzbeński (1991–1995)
- Janusz Jeljaszewicz (1996–2000)
- Jan Krzysztof Ludwicki (2001–2007)
- Mirosław Wysocki (2007, p.o.)
- Jarosław Pinkas (2007–2009)
- Mirosław Wysocki (2010–2015)
- Rafał Gierczyński (2015, p.o.)
- Mirosław Wysocki (2015–2017)
- Grzegorz Juszczyk (2017–2022)
- Rafał Gierczyński (2022–2023, p.o.)
- Bernard Waśko (od 2023)[7]